# Deronectes algibensis
Deronectes algibensis is een keversoort uit de familie waterroofkevers (Dytiscidae). De wetenschappelijke naam van de soort is voor het eerst geldig gepubliceerd in 1988 door Fery & Fresneda.